# معاهدة السلام العثمانية البندقية (1419)
معاهدة السلام العثمانية البندقية عام 1419 هي معاهدة وُقعت بين الدولة العثمانية وجمهورية البندقية لتنهي فترة صراع قصيرة بين القوتين، حيث تم إثبات ممتلكات البندقية في بحر إيجة والبلقان وتحديد قواعد التجارة البحرية بينهما.

## الخلفية
في أوائل عام 1416، قام الأسطول العثماني تحت قيادة تشالي باي بمهاجمة جزر دوقية الأرخبيل التابعة لجمهورية البندقية، ثم حاول العثمانيون اعتراض قوافل البندقية التجارية من البحر الأسود وهاجموا مستعمرة نيجروبونتي حاملين 1500 نسمة كسجناء. كرد فعل على الغارات العثمانية قامت السنيورية في أبريل 1416 بتعيين بيترو لوريدان ‏ قبطاناً عاماً ووجهت إليه مهمة تجهيز أسطول من عشرة سفن والإبحار إلى جاليبولي مع المبعوثين إلى السلطان ومع إذن له بالقتال إذا رفض العثمانيون التفاوض، إلا أن أسطول لوريدان قد تعرض للهجوم من قبل العثمانيين قبالة جاليبولي ، ولكن لوريدان حقق نصراً ساحقاً في 29 مايو 1416. ومع ذلك استمر الصراع دون حل حتى إبرام معاهدة السلام التي وقعتها مبعوثا البندقية أندريا فوسكلو ودلفينو فينير . حدد المؤرخون القدامى إبرام معاهدة السلام في يوليو 1416, لكن تم  تحديده الآن في نوفمبر 1419.

## بنود
تطوع الإمبراطور البيزنطي مانويل الثاني كوسيط، واتفق الجانبان على ما يلي :-
1. تبادل أسرى الحرب من كلا الجانبين (الذين أُخذوا في نجروبونتي من قبل العثمانيين في جاليبولي من قبل البنادقة) .[1]
2. الاعتراف بدوقية الأرخبيل بوصفها طرف مستقل.[1]
3. تأكيد حقوق الطرفين إلى التجارة في أراضي الغير .[1]
4. أعتراف السلطان اسمياً بسيطرة البندقية على 38 حصناً وجزيرة ومحلية في بحر إيجة وسواحل منطقة البلقان.
5. وعدت البندقية بدفع جزية سنوية من 100 دوقية إلى السلطان من أجل السيطرة على ليبانتو ، 200 دوقية عن إليسيو ودريفاستو وسكوتاري.